# Kommando 99
Kommando 99 - specjalna jednostka SS sformowana w niemieckim obozie koncentracyjnym Buchenwald, której zadaniem była egzekucja jeńców radzieckich. W latach 1941–1945 ofiarą Kommanda 99 padło około 8000 żołnierzy radzieckich.
Kommando zostało utworzone na mocy decyzji Głównego Urzędu Bezpieczeństwa Rzeszy (RSHA), a powstało w listopadzie 1941. Jego nazwa pochodzi od telefonicznego numeru wewnętrznego do obozowej stajni w Buchenwaldzie, gdzie do połowy 1943 miały miejsce masowe egzekucje. Jeńców radzieckich (w tym komisarzy politycznych, Żydów, członków inteligencji i partii komunistycznej oraz urzędników państwowych) przeznaczonych do zamordowania wyselekcjonowano na mocy decyzji gestapo i przywożono do Buchenwaldu z Weimaru w grupach liczących od 10 do 50 osób. Sam sposób przeprowadzenia egzekucji został opracowany w Inspektoracie Obozów Koncentracyjnych w Oranienburgu. Mordy odbywały się w stajni, która została przerobiona na lekarską izbę przyjęć. Esesmani byli ubrani w białe fartuchy. Jeńcom mówiono, że przywieziono ich na rutynowe badania medyczne, a następnie ustawiano pod ścianą pod pozorem mierzenia wzrostu i zabijano strzałem z pistoletu w tył głowy. W czasie całej operacji puszczano głośną muzykę by zagłuszyć odgłosy egzekucji. Ciała ofiar przewożono ciężarówkami do obozowego krematorium i w sekrecie palono. Po 1943 egzekucje odbywały się w piwnicach krematorium. Przeprowadzano je przez rozstrzelanie lub powieszenie na specjalnych hakach. 
Kommandem 99 kierował Schutzhaftlagerführer Max Schobert pod nadzorem komendanta obozu Hermanna Pistera. Koordynatorami akcji byli adiutant Pistera Hans Theodor Schmidt i sierżant sztabowy Wolfgang Otto. Do członków Kommanda należeli między innymi esesmani Hermann Helbig, Emil Pleissner, Richard Köhler, Friedrich Wilhelm, Erhard Brauny, Heinrich Emde, Werner Alfred Berger, Horst Dittrich, Wiegand Hilberger, Herbert Günther Möckel i Josef Bresser. Po zakończeniu wojny zbrodnie popełnione przez Kommando 99 były przedmiotem procesów prowadzonych przed amerykańskim Trybunałem Wojskowym w Dachau. Jego członkowie zostali osądzeni między innymi w sprawach US vs. Josias Prince Zu Waldeck i inni oraz US vs. Werner Alfred Berger i inni.